# Rokkaku dako

Rokkaku dako

Rokkaku dako és un tradicional estel de baralla del Japó, tradicionalment fet amb llistons de bambú i paper wasi. Generalment pintat a mà i amb motius d'importants guerrers samurai. La seva forma és hexagonal i la seva estructura és en un angle diedre amb dos llistons tensats, l'inferior una mica més que el superior, cosa que fa que pugui ser estable sense cua. En els concursos de baralles l'objectiu és desfer l'estabilitat d'altres estels o tombar-los tallant-los els fils i mantenir-se enlairat més que els oponents. Per la seva estabilitat es fa servir com a estel pilot per fotografia aèria (KAP), per fer proves meteorològiques o per enlairar altres estels.